# Aptos (tipografía)
Aptos (anteriormente conocida como Bierstadt) es una tipografía sans-serif grotesca desarrollada por Steve Matteson. Se introdujo en 2023 como la nueva fuente predeterminada para el paquete de aplicaciones de oficina Microsoft Office, reemplazando la fuente Calibri utilizada anteriormente.

## Historia
Bierstadt debe su nombre al monte Bierstadt de las Montañas Rocosas en Colorado, Estados Unidos.
Se basa en tipografías suizas típicas de mediados del siglo XX. El nombre pretende evocar una referencia a las fuentes Helvetica y Arial. Se lanzó en 2021 con otras cuatro nuevas fuentes (Grandview, Seaford, Skeena y Tenorite) para las aplicaciones de Microsoft Office y Microsoft 365. Como resultado, Bierstadt se consideró una posible sucesora de la fuente estándar Calibri de Microsoft Office, introducida en 2007.
En julio de 2023, Microsoft anunció que Bierstadt sería la sucesora de Calibri, aunque pasaría a llamarse Aptos en honor al lugar del mismo nombre en la costa del Pacífico de California.

## Características formales
Aptos tiene características distintivas que le proporcionan una alta legibilidad:
- Tiene terminaciones de trazo horizontales y verticales basadas en Helvetica, a diferencia de la terminación de trazo oblicua de Arial.
- No tiene la cola distintiva de la letra «a» y la agregó a la letra minúscula «l» («L» minúscula), como en la letra minúscula «t», lo que evita la confusión con la letra «I» («i» mayúscula).
- Las formas de las letras «O», «R» y «a» son ligeramente irregulares.
- Tiene una letra «g» de doble ojo con un tallo en ángulo en lugar de la «g» «de gancho», como en Helvetica, y la letra mayúscula «G» es redondeada y sin codo.
- La letra «R» tiene una cola con una pequeña ondulación en la cola.
- Las letras «b», «c» y «p» y la letra «C» tienen contornos anchos.
- Tiene puntos circulares en los signos de puntuación, diacríticos y letras minúsculas «i» y «j», a diferencia de los puntos cuadrados en Arial y Helvetica.
- El serif superior del número «1» está basado en Arial.
- Fuste inclinado del numeral "7".
- La cola curva de la letra «Q» se encuentra con su ojo .